# Pseudagolius warneri
Pseudagolius warneri är en skalbaggsart som beskrevs av Paul E.Skelley och Gordon 2007. Pseudagolius warneri ingår i släktet Pseudagolius och familjen Aphodiidae. Inga underarter finns listade i Catalogue of Life.